# Alexander York von Wartenburg
Alexander Paul Ernst Reinhardt Graf York von Wartenburg, zuvor Alexander Paul Ernst Reinhardt Freiherr Schey von Koromla, (* 13. Mai 1927 in Berlin; † 25. Januar 2012 in Bonn) war ein deutscher Diplomat.

## Leben
Er war der Sohn der Schauspielerin Else Eckersberg aus deren Ehe mit Philipp Freiherr Schey von Koromla. Nachdem sich seine Mutter am 5. Mai 1940 in dritter Ehe mit Paul Graf Yorck von Wartenburg vermählt hatte, wurde Alexander im Jahre 1950 von seinem Stiefvater adoptiert, wobei für die Schreibweise seines Namens die ursprünglichere Form York gewählt wurde.
Graf York von Wartenburg war von 1987 bis 1989 Ständiger Vertreter bei den Vereinten Nationen in New York City. Im Anschluss war er von 1989 bis zu seiner Versetzung in den Ruhestand im Jahr 1992 Botschafter in Portugal.
Später wurde er stellvertretender Vorsitzender der Deutschen Gesellschaft für die Vereinten Nationen (DGVN) und war in dieser Funktion im März 2003 Mitunterzeichner einer Pressemitteilung mit dem Inhalt, dass der Irakkrieg nicht zu rechtfertigen sei.
Im Mai 2004 eröffnete er eine Ausstellung zum Thema Deutschland und die Vereinten Nationen an der Friedrich-Schiller-Universität Jena mit einer Rede zum Thema Vom Beobachter zum Vollmitglied, Deutschlands Rolle in der UNO. Er war Ehrenmitglied im Förderkreis 1813 Wartenburg e. V. Im Dezember 2009 wurde er zum Mitglied des Präsidiums der DGVN gewählt.

## Ehrungen und Auszeichnungen
Für seine Verdienste um die deutsch-portugiesische Freundschaft wurde er mit dem Merkur-Preis der Deutsch-Portugiesischen Industrie- und Handelskammer ausgezeichnet und 1990 mit dem portugiesischen Orden für Verdienst.

## Veröffentlichungen
- 30 Jahre Deutschland in den Vereinten Nationen, Forum Politicum Jenense, FPJ-Nr. 16/2004[8]